# Sainte-Cécile, Manche

Sainte-Cécile este o comună în departamentul Manche, Franța. În 2009 avea o populație de 798 de locuitori.